# Indal
Indal románul: Deleni, falu Romániában, Erdélyben, Kolozs megyében.

## Fekvése
Tordától északnyugatra, a Tordai-hasadéktól északra fekvő település.

## Története
Indal nevét 1310-ben említette először oklevél Indol néven, Idol-i Florys fia Egyed 
nemes határjárásakor, majd 1311-ben, mikor Indala-i Flórián fia Egyed királyi ember volt mészkői 
határjáráson és iktatáson. 
1440-ben Yndal-i Gergelyt és Pétert említette egy oklevél, 1451-ben pedig Antal kolozsmonostori apát a Jegenyén ez évben neki járó gabonatizedet nemes Indali Gergelynek adta jó munkája jutalmaként és a Jób könyvéről szóló fejtegetések lemásolásáért, 1496-ban kenezius de Indalt, Fodor Jánost említették.
1474-ben Indali Zsigmond, Pál, István, Benedek és Albert Szucsáki birtokrészt vesz zálogba Csepegőmacskáson. 
1521-ben Indal birtokosai az Indali, Indali Bonta, Csemete, Csegezi, Dienesi, Kis, Nagy, Nemes, Szurda, Tárnok, Török és Vincz, valamint a Kocsárdi Szemes, Koppáni és más birtokos családok voltak.
A trianoni békeszerződés előtt Torda-Aranyos vármegye Tordai járásához tartozott.
1910-ben 753 lakosából 3 magyar, 750 román volt, ebből 751 görögkatolikus volt.

## Források

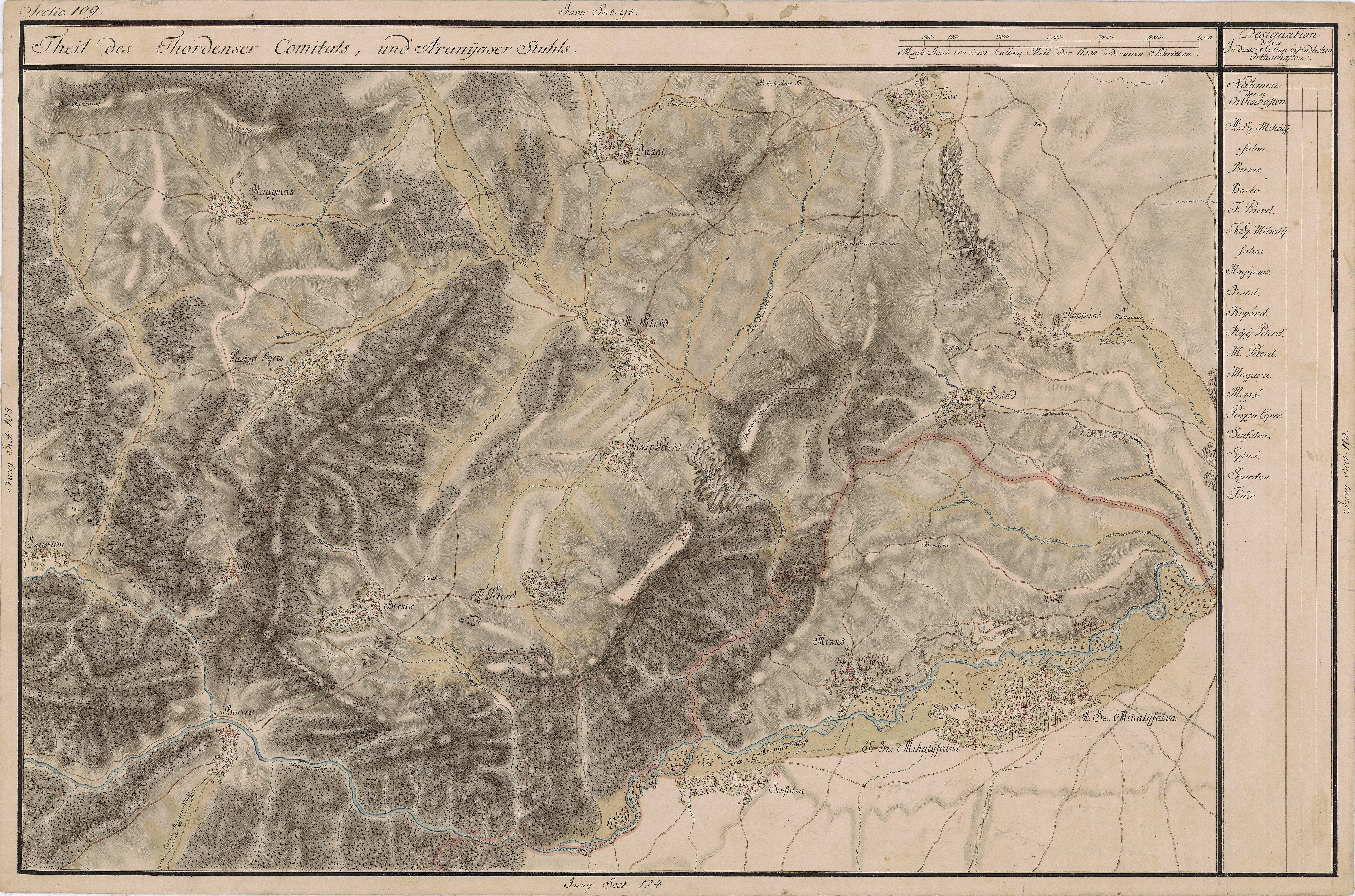
Indal egy régi térképen